# Rozgrywka (film 1973)
Rozgrywka (ang. Showdown) – amerykański western z 1973 roku w reżyserii George’a Seatona z udziałem Rocka Hudsona i Deana Martina.
Film jest ostatnim reżyserskim przedsięwzięciem George’a Seatona.

## Treść
Czterech napastników podstępnie rabuje pasażerów pociągu. Jeden z nich zostaje rozpoznany jako Billy Massey, świetny strzelec. W trakcie podziału łupu z napadu oszukuje on swoich kompanów, zabijając jednego z nich i ucieka z całą zdobyczą, kierując się do Meksyku. Miejscowy szeryf Chuck Jarvis, który okazuje się dawnym przyjacielem Billy'ego, wyrusza w pościg w asyście indiańskich tropicieli. Jego poszukiwania przeplatają się ze wspomnieniami wspólnej młodości z Masseyem. Tymczasem Billy’ego tropią również dwaj pozostali kompani – Art i Perry. W ucieczce przed nimi Massey dociera do dawnego wspólnego rancza, gdzie od żony Jarvisa dowiaduje się, że ściga go i Chuck, który zastąpił dawnego nieudolnego szeryfa. Zostaje przez niego zatrzymany i odstawiony do aresztu. Za pozorną współpracę i skruchę szeryf spodziewa się uzyskać dla przyjaciela łagodny wyrok w oczekującym go procesie. Okazuje się jednak, że niechętny mu sędzia zamierza wymierzyć karę śmierci przez powieszenie. Korzystając z okazji Billy ucieka więc z aresztu, a za nim ponownie wyruszają dwa pościgi. Wszyscy w końcu spotykają się w spalonym lesie, gdzie dochodzi do finałowej strzelaniny, z której udaje się ocaleć jedynie szeryfowi.

## Obsada
- Rock Hudson jako szeryf Chuck Jarvis
- Dean Martin jako Billy Massey
- Susan Clark jako Kate, żona Chucka
- John McLiam jako sędzia F.J. Wilson
- Donald Moffat jako Art Williams, wspólnik napadu
- Ben Zeller jako Perry Williams (jego syn), wspólnik napadu
- Victor Mohica jako „Wielkie Oko”, indiański tropiciel
- Charles Baca jako prawnik Martinez
- Philip L. Mead jako Bonney, pomocnik na ranczo Jarvisów
- Jackson Kane jako Clem, wspólnik w pościgu
- Raleigh Gardenhire jako Joe
- Ed Begley Jr. jako Pook
- Raymond Greenway jako Frank